# 杜威十進位圖書分類法列表
本列表列出杜威十進位圖書分類法的所有細項。

## 10個大分類
- 000 - 總類
- 100 - 哲學與心理學
- 200 - 宗教
- 300 - 社會科學
- 400 - 語言
- 500 - 自然科學
- 600 - 應用科學
- 700 - 藝術
- 800 - 文學
- 900 - 歷史與地理

## 分類明細表

### 000 -電腦科學、資訊與總類
- 000 電腦科學、資訊與總類
  - 001 知識
  - 002 書籍
  - 003 系統
  - 004 資料處理與電腦科學
  - 005 程式設計、程式、資料
  - 006 特殊電腦方法
  - 007 沒有
  - 008 沒有
  - 009 未使用或已失效
- 010 目录学
  - 011 目錄學
  - 012 個人目錄學
  - 013 未使用或者已失效
  - 014 匿名及筆名目錄學
  - 015 依地區分類之作品目錄學
  - 016 依主題分類之作品目錄學
  - 017 一般主題型錄
  - 018 依作者及日期排列之型錄
  - 019 字典型錄
- 020 圖書館學和
  - 021 圖書館關係
  - 022 硬體管理
  - 023 人事管理
  - 024 未使用或已失效
  - 025 圖書館營運
  - 026 專業圖書館
  - 027 一般圖書館
  - 028 閱讀、其他資訊媒體應用
  - 029 未使用或已失效
- 030 普通百科全书
  - 031 美國普通百科全書
  - 032 英語普通百科全書
  - 033 其他日爾曼語普通百科全書
  - 034 法語、普羅旺斯語、加泰隆尼亞普通語普通百科全書
  - 035 義大利語、羅馬尼亞語、列多-羅曼尼語普通百科全書
  - 036 西班牙語、葡萄牙語普通百科全書（拉丁美洲）
  - 037 斯拉夫語言普通百科全書
  - 038 斯堪地那維亞語言普通百科全書
  - 039 其他語言普通百科全書
- 040 未使用或已失效 
  - 041 未使用或已失效
  - 042 未使用或已失效
  - 043 未使用或已失效
  - 044 未使用或已失效
  - 045 未使用或已失效
  - 046 未使用或已失效
  - 047 未使用或已失效
  - 048 未使用或已失效
  - 049 未使用或已失效
- 050 雜誌、學報與期刊
  - 051 美國期刊
  - 052 英語期刊
  - 053 其他日爾曼語期刊
  - 054 法語、普羅旺斯語、加泰隆尼亞期刊
  - 055 義大利語、羅馬尼亞語、列多-羅曼尼語期刊
  - 056 西班牙語、葡萄牙語期刊
  - 057 斯拉夫語言期刊
  - 058 斯堪地那維亞語言期刊
  - 059 其他語言期刊
- 060 社團、組織和博物馆
  - 061 北美組織
  - 062 英國組織
  - 063 中歐及德國組織
  - 064 法國及摩納哥組織
  - 065 義大利及臨近地區組織
  - 066 伊比利半島及臨近地區組織
  - 067 東歐及俄羅斯組織
  - 068 其他地區組織
  - 069 博物館科學
- 070 新聞媒體、新聞學與出版
  - 071 北美新聞媒體
  - 072 英國新聞媒體
  - 073 中歐及德國新聞媒體
  - 074 法國及摩納哥新聞媒體
  - 075 義大利及臨近地區新聞媒體
  - 076 伊比利半島及臨近地區新聞媒體
  - 077 東歐及俄羅斯新聞媒體
  - 078 斯堪地那維亞新聞媒體
  - 079 其他語言新聞媒體
- 080 普通論集
  - 081 美國論集
  - 082 英語論集
  - 083 其他日爾曼語論集
  - 084 法語、普羅旺斯語、加泰隆尼亞語論集
  - 085 義大利語、羅馬尼亞語、列多-羅曼尼語論集
  - 086 西班牙語、葡萄牙語論集
  - 087 斯拉夫語言論集
  - 088 斯堪地那維亞語言論集
  - 089 其他語言論集
- 090 手抄本和珍本书
  - 091 手抄本
  - 092 木刻書
  - 093 古版書
  - 094 印刷書籍
  - 095 以裝訂著名的書籍
  - 096 以插圖著名的書籍
  - 097 以所有權著名、原版的書籍
  - 098 查禁作品、偽書、惡作劇作品
  - 099 以格式著名的書籍

### 100 -哲學與心理學
- 100 哲學
  - 100 哲学與心理学
  - 101 哲學原理
  - 102 哲學雜論
  - 103 哲學辭典和百科全书
  - 104 不再使用，原为论文（Essays）
  - 105 哲學期刊
  - 106 哲學学术組織及管理
  - 107 哲學教育與研究及相关话题
  - 108 各類哲學人物
  - 109 哲學歷史地位
- 110 形而上学
  - 110 形而上学
  - 111 本體論
  - 112 不再使用，原为方法论
  - 113 宇宙論（自然哲學）
  - 114 空間
  - 115 時間
  - 116 改變
  - 117 結構
  - 118 力與能
  - 119 數與量
- 120 认识论
  - 120 认识论，因果关系、以及人类
  - 121 認識論
  - 122 因果關係
  - 123 決定論 & 非決定論
  - 124 目的論
  - 125 不再使用，原为无穷（Infinity）
  - 126 自我
  - 127 無意識及潛意識
  - 128 人類
  - 129 靈魂起源及命運
- 130 超心理学和神秘学
  - 130 超心理学和神秘学
  - 131 超心理的和神秘的方法（Parapsychological and occult methods）
  - 132 不再使用，原为精神紊乱
  - 133 超心理學和神秘學的特定议题（Specific topics）
  - 134 不再使用，原为催眠和透视
  - 135 夢及奧秘事物
  - 136 不再使用，原为心理特征（Mental characteristics）
  - 137 筆跡學占卜
  - 138 面相學
  - 139 骨相學
- 140 哲学思想流派（Philosophical schools of thought）
  - 140 特殊哲学学派（Specific philosophical schools）
  - 141 唯心論及相關系統
  - 142 批判哲學
  - 143 直觀論與柏格森主義
  - 144 人道主義及相關系統
  - 145 感覺論
  - 146 自然主義及相關系統
  - 147 泛神論及相關系統
  - 148 自由主義、折衷派、傳統主義
  - 149 其他哲學系統
- 150 心理学
  - 150 心理学
  - 151 不再使用，原为智力
  - 152 知覺、運動、情緒、動機
  - 153 精神程序及智慧
  - 154 潛意識及意識變化
  - 155 差異心理學及發展心理學
  - 156 比較心理學
  - 157 不再使用，原为情绪
  - 158 應用心理學
  - 159 不再使用，原为意志（Will）
- 160 逻辑学
  - 160 逻辑学
  - 161 歸納法
  - 162 演繹法
  - 163 未使用或已失效
  - 164 未使用或已失效
  - 165 謬論及錯誤的起源
  - 166 三段論
  - 167 假說
  - 168 論證及說服
  - 169 類比
- 170 伦理学（道德哲学）
  - 170 伦理学
  - 171 伦理系统（Ethical systems）
  - 172 政治倫理
  - 173 家庭關係倫理
  - 174 职业伦理
  - 175 娛樂和休閒倫理
  - 176 性和生殖倫理
  - 177 社會關係倫理
  - 178 消費倫理
  - 179 其他倫理準則
- 180 古代、中世纪、和東方哲學
  - 180 古代、中世纪和东方哲学
  - 181 東方哲學
  - 182 前蘇格拉底希臘哲學
  - 183 蘇格拉底及相关哲學
  - 184 柏拉圖哲學
  - 185 亞里斯多德哲學
  - 186 懷疑論及新柏拉圖哲學
  - 187 伊比鳩魯哲學
  - 188 斯多葛哲學
  - 189 中世紀西方哲學
- 190 现代西方哲学（19世紀哲學、20世紀哲學）
  - 190 现代西方哲学
  - 191 現代西方哲學：美國及加拿大
  - 192 現代西方哲學：英國
  - 193 現代西方哲學：德國及奧地利
  - 194 現代西方哲學：法國
  - 195 現代西方哲學：義大利
  - 196 現代西方哲學：西班牙及葡萄牙
  - 197 現代西方哲學：前蘇聯
  - 198 現代西方哲學：斯堪地那維亞
  - 199 現代西方哲學：其他地區

### 200 -宗教
- 200 宗教（總論）
  - 201 宗教神話、宗教類別、宗教間關係與態度、社會宗教體系
  - 202 教義
  - 203 公共崇拜及其他實踐
  - 204 宗教經驗、生活、實踐
  - 205 宗教倫理學
  - 206 領導者與組織
  - 207 任務及宗教教育
  - 208 起源
  - 209 宗派及改革運動
- 210 自然神學
  - 211 上帝的概念
  - 212 上帝的存在、特質
  - 213 創造
  - 214 神義論
  - 215 科學與宗教
  - 216 未使用或已失效
  - 217 未使用或已失效
  - 218 人類
  - 219 未使用或已失效
- 220 圣经
  - 221 舊約聖經
  - 222 舊約歷史篇
  - 223 舊約韻文篇
  - 224 舊約預言篇
  - 225 新約聖經
  - 226 福音及使徒行傳
  - 227 使徒書
  - 228 啟示錄
  - 229 新約外傳及偽典
- 230 基督教理论
  - 231 上帝
  - 232 耶穌基督及其家庭
  - 233 人類
  - 234 救贖（救贖論）及祈禱
  - 235 心靈上的本質
  - 236 世界末日
  - 237 未使用或已失效
  - 238 信經及教義問答
  - 239 護教學及辯論術
- 240 基督教信念和祈祷
  - 241 道德神学
  - 242 靈修文學
  - 243 對個人的傳福音作品
  - 244 已失效，原爲“宗教小説”
  - 245 已失效，原爲“讚美詩學”
  - 246 基督教藝術的應用
  - 247 教堂裝飾及物品
  - 248 基督教經驗、實踐、生活
  - 249 家庭生活中的基督教儀式
- 250 地方教会和宗教职务
  - 251 講道（講道術）
  - 252 佈道的經句
  - 253 牧師處所（牧師體系）
  - 254 教區管理及運作
  - 255 宗教集會及神職
  - 256 未使用或已失效
  - 257 未使用或已失效
  - 258 未使用或已失效
  - 259 地方教會活動
- 260 基督教俗世神學
  - 261 俗世神學
  - 262 教堂建築及裝飾學
  - 263 宗教節日的年代、地點
  - 264 公共崇拜
  - 265 聖禮、其他儀式及行動
  - 266 佈道團
  - 267 宗教工作協會
  - 268 宗教教育
  - 269 教會的復興
- 270 基督教會歷史
  - 271 教會史上的神職
  - 272 教會史上的迫害
  - 273 教會史上的異端
  - 274 歐洲基督教
  - 275 亞洲基督教
  - 276 非洲基督教
  - 277 北美洲基督教
  - 278 南美洲基督教
  - 279 其他地區基督教
- 280 基督教派及分支
  - 281 早期基督教及東方基督教
  - 282 羅馬天主教會
  - 283 聖公會
  - 284 起源於歐洲大陸的新教
  - 285 長老教會、改革宗、公理會
  - 286 浸信會、基督會、基督復臨安息日會
  - 287 衛理宗及相關教會
  - 288 未使用或已失效
  - 289 其他教派及分支
- 290 其他宗教及宗教比較
  - 291 宗教比較
  - 292 古典的（古希臘及古羅馬）宗教
  - 293 日耳曼宗教
  - 294 發源於印度的宗教
  - 295 祆教（拜火教）
  - 296 猶太教
  - 297 伊斯蘭教及其衍生宗教
  - 298 未使用或已失效
  - 299 其他宗教

### 300 -社会科学
- 300 社会科学總論
  - 301 社會學 & 人類學
  - 302 社會互動
  - 303 社會程序
  - 304 影響社會行為的因素
  - 305 社會團體
  - 306 文化及制度
  - 307 社群
  - 308 未使用或已失效
  - 309 未使用或已失效
- 310 统计学
  - 311 未使用或已失效
  - 312 未使用或已失效
  - 313 未使用或已失效
  - 314 歐洲普通統計學
  - 315 亞洲普通統計學
  - 316 非洲普通統計學
  - 317 北美洲普通統計學
  - 318 南美洲普通統計學
  - 319 其他地區普通統計學
- 320 政治學
  - 321 政治體制及國家
  - 322 州的群組關係
  - 323 公民權利及政治權利
  - 324 政治程序
  - 325 國際移民及殖民
  - 326 奴隸制度及解放
  - 327 國際關係
  - 328 立法程序
  - 329 未使用或已失效
- 330 经济学
  - 331 勞動經濟學
  - 332 金融經濟學
  - 333 土地經濟學
  - 334 合作社
  - 335 社會主義及相關系統
  - 336 公共財政
  - 337 國際經濟學
  - 338 生產
  - 339 宏觀經濟學及相關議題
- 340 法律
  - 341 國際法
  - 342 憲法及行政法
  - 343 軍法、稅法、貿易法、工業法
  - 344 社會法、勞工法、福利法及關係法
  - 345 刑法
  - 346 私法
  - 347 民事訴訟法及法院
  - 348 法律（法令）、行政法規、訴訟
  - 349 各國法律
- 350 公共行政
  - 351 中央政府公共行政
  - 352 地方政府公共行政
  - 353 美國聯邦及州政府公共行政
  - 354 特定的中央政府公共行政
  - 355 軍事科學
  - 356 步兵及其戰役
  - 357 山地步兵及其戰役
  - 358 其他特種兵及後勤
  - 359 海軍及其戰役
- 360 社會服務；協會
  - 361 普通社會問題及服務
  - 362 社會福利問題及服務
  - 363 其他社會問題及服務
  - 364 犯罪學
  - 365 監獄及相關機構
  - 366 協會
  - 367 普通俱樂部
  - 368 保險
  - 369 各種協會
- 370 教育
  - 371 學校管理；特殊教育
  - 372 小學教育
  - 373 中學教育
  - 374 成人教育
  - 375 課程
  - 376 未使用或已失效
  - 377 未使用或已失效
  - 378 高等教育
  - 379 政府規範、控制、支援
- 380 贸易、通讯、交通
  - 381 內部商務（國內貿易）
  - 382 國際貿易
  - 383 郵務
  - 384 通訊；電信
  - 385 鐵路運輸
  - 386 內陸水路及渡輪
  - 387 船運、空運、太空運輸
  - 388 運輸；陸地運輸
  - 389 度量衡及標準化
- 390 风俗、礼仪、民俗學
  - 391 傳統 & 個人風格
  - 392 生命週期及家庭生活的習俗
  - 393 葬禮
  - 394 普通風俗
  - 395 禮儀（規範）
  - 396 未使用或已失效
  - 397 未使用或已失效
  - 398 民俗學
  - 399 戰爭及外交慣例

### 400 -语言
- 400 語言
  - 401 哲學與理論
  - 402 文集
  - 403 字典與百科全書
  - 404 特殊主題
  - 405 叢書
  - 406 組織與管理
  - 407 教育、研究、相關主題
  - 408 關於各種族群
  - 409 地理與族群的論述
- 410 語言學
  - 411 書寫系統
  - 412 語源學
  - 413 字典
  - 414 音系學
  - 415 結構化系統（文法）
  - 416 未使用或已失效
  - 417 方言學與歷史語言學
  - 418 標準用法；應用語言學
  - 419 非書面語
- 420 英語與古英語
  - 421 英語書寫系統與英語音系學
  - 422 英語語源學
  - 423 英語字典
  - 424 未使用或已失效
  - 425 英語文法
  - 426 未使用或已失效
  - 427 英語方言
  - 428 標準英語慣用法
  - 429 古英語（盎格魯-撒克遜語）
- 430 日耳曼語言；德語
  - 431 德語書寫系統與德語音系學
  - 432 德語語源學
  - 433 德語字典
  - 434 未使用或已失效
  - 435 德語文法
  - 436 未使用或已失效
  - 437 德語方言
  - 438 標準德語慣用法
  - 439 其他日爾曼語言
- 440 羅曼語言；法語
  - 441 法語書寫系統與法語音系學
  - 442 法語語源學
  - 443 法語字典
  - 444 未使用或已失效
  - 445 法語文法
  - 446 未使用或已失效
  - 447 法語方言
  - 448 標準法語慣用法
  - 449 普羅旺斯語與加泰隆尼亞語
- 450 意大利語、羅馬尼亞語、列托-羅曼斯語
  - 451 意大利語書寫系統與意大利語音系學
  - 452 意大利語語源學
  - 453 意大利語字典
  - 454 未使用或已失效
  - 455 意大利語文法
  - 456 未使用或已失效
  - 457 意大利語方言
  - 458 標準意大利語慣用法
  - 459 羅馬尼亞語及列托-羅曼斯語
- 460 西班牙語和葡萄牙語諸語言
  - 461 西語書寫系統與西語音系學
  - 462 西語語源學
  - 463 西語字典
  - 464 未使用或已失效
  - 465 西語文法
  - 466 未使用或已失效
  - 467 西語方言
  - 468 標準西語慣用法
  - 469 葡萄牙語
- 470 意大利諸語言；拉丁語
  - 471 古典拉丁語書寫系統及音系學
  - 472 古典拉丁語語源學
  - 473 古典拉丁語字典
  - 474 未使用或已失效
  - 475 古典拉丁語文法
  - 476 未使用或已失效
  - 477 舊拉丁語、後古典拉丁語、通俗拉丁語
  - 478 古典拉丁語慣用法
  - 479 其他意大利語言
- 480 希腊語系；古典希腊語
  - 481 古典希臘語書寫系統及音系學
  - 482 古典希臘語語源學
  - 483 古典希臘語字典
  - 484 未使用或已失效
  - 485 古典希臘語文法
  - 486 未使用或已失效
  - 487 先古典希臘語及後古典希臘語
  - 488 古典希臘語慣用法
  - 489 其他希臘語言
- 490 其他語言
  - 491 東部印歐語言及凱爾特語
  - 492 非亞語系；閃米特諸語言
  - 493 其他非亞語系諸語言
  - 494 烏拉爾-阿爾泰語系，古西伯利亞語言，達羅毗荼語系
  - 495 東亞及東南亞諸語言
  - 496 非洲語言
  - 497 北美洲原住民語言
  - 498 南美洲原住民語言
  - 499 其他語言

### 500 -自然科学
- 500 自然科學（總論）
  - 501 哲學及理論
  - 502 文集
  - 503 字典及百科全書
  - 504 未使用或已失效
  - 505 連續性出版品
  - 506 組織及管理
  - 507 教育、研究、相關議題
  - 508 自然史
  - 509 科學史、各國科學、科學家
- 510 数学
  - 511 普通原理
  - 512 代數 & 數論
  - 513 算術
  - 514 拓撲學
  - 515 分析
  - 516 幾何
  - 517 未使用或已失效
  - 518 數值分析
  - 519 概率及應用數學
- 520 天文学及其相关学科
  - 521 天體力學
  - 522 技術、儀器、材料
  - 523 特定天體及現象
  - 524 未使用或已失效
  - 525 地球（天文地理學）
  - 526 數學地理學
  - 527 航天
  - 528 星曆表
  - 529 年代學
- 530 物理学
  - 531 古典力學；固體力學
  - 532 流體力學；液體力學
  - 533 氣體力學
  - 534 聲及相關振動學
  - 535 光及超光現象
  - 536 熱
  - 537 電及電子學
  - 538 磁
  - 539 現代物理
- 540 化學及關連科學
  - 541 物理化學 & 理論化學
  - 542 技術、儀器、材料
  - 543 分析化學
  - 544 定性分析
  - 545 定量分析
  - 546 無機化學
  - 547 有機化學
  - 548 結晶學
  - 549 礦物學
- 550 地球科学
  - 551 地質學、水文學、氣象學
  - 552 岩石學
  - 553 經濟地質學
  - 554 歐洲地球科學
  - 555 亞洲地球科學
  - 556 非洲地球科學
  - 557 北美洲地球科學
  - 558 南美洲地球科學
  - 559 其他地區地球科學
- 560 古生物学；古動物學
  - 561 古動物學
  - 562 無脊椎動物化石
  - 563 原生動物化石
  - 564 軟體動物& Molluscoidea 化石
  - 565 其他無脊椎動物化石
  - 566 脊椎動物化石（有頭類化石）
  - 567 冷血脊椎動物化石
  - 568 鳥類化石
  - 569 哺乳動物化石
- 570 生命科学各学科
  - 571 生理學
  - 572 生物化學
  - 573 動物生理學
  - 574 未使用或已失效
  - 575 植物生理學
  - 576 遺傳學及演化
  - 577 生態學
  - 578 生物博物學
  - 579 微生物學，真菌，藻類
- 580 植物
  - 581 植物學
  - 582 因特定植物生長特性與花而受關注的植物
  - 583 雙子葉植物綱
  - 584 單子葉植物綱
  - 585 Gymnospermae（松柏目）
  - 586 隱花植物（無種子植物）
  - 587 蕨類植物 (Vascular cryptogams)
  - 588 苔蘚植物
  - 589 未使用或已失效
- 590 动物科学
  - 591 动物学
  - 592 無脊椎動物
  - 593 原生動物、棘皮動物、相關動物門
  - 594 軟體動物及 Molluscoidea
  - 595 其他無脊椎動物
  - 596 脊椎動物（有頭類，脊椎動物）
  - 597 冷血脊椎動物、魚類
  - 598 鳥類
  - 599 哺乳動物

### 600 -应用科学
- 600 應用科學總論
  - 601 哲學及理論
  - 602 文集
  - 603 字典及百科全書
  - 604 特殊議題
  - 605 連續性出版品
  - 606 組織
  - 607 教育、研究、相關議題
  - 608 發明及專利
  - 609 技術史、各國技術、人物
- 610 医学
  - 611 人體解剖學，細胞學，組織學
  - 612 人體生理學
  - 613 健康的推動
  - 614 疾病的發生及預防
  - 615 藥理學及治療學
  - 616 疾病
  - 617 外科學及相關醫學專科
  - 618 婦科學及相關醫學專科
  - 619 實驗醫學
- 620 工程及關連作業
  - 621 應用物理學
  - 622 採礦業及相關作業
  - 623 軍事工程及船舶工程
  - 624 土木工程
  - 625 鐵道工程、道路工程
  - 626 未使用或已失效
  - 627 水利工程
  - 628 公共衛生及都市工程
  - 629 其他工程分支
- 630 农业
  - 631 技術、器具、材料
  - 632 農作物損害、疾病、害蟲
  - 633 田地及農作物
  - 634 果樹、水果、林業
  - 635 花園作物（園藝）
  - 636 畜牧業
  - 637 酪農業及相關產品
  - 638 昆蟲文化
  - 639 狩獵、釣魚、生態保護
- 640 家政學及家庭生活
  - 641 食物及飲料
  - 642 餐飲餐桌服務
  - 643 住宅及居家用品
  - 644 家庭設施
  - 645 傢具
  - 646 裁縫、服裝、個人生活
  - 647 公寓管理
  - 648 家政
  - 649 育兒及生病居家照護
- 650 管理及輔助服務
  - 651 辦公室服務
  - 652 書寫通訊程序
  - 653 速記
  - 654 未使用或已失效
  - 655 未使用或已失效
  - 656 未使用或已失效
  - 657 會計學
  - 658 普通管理
  - 659 廣告及公共關係
- 660 化學工程
  - 661 工業化學技術
  - 662 爆炸、燃料技術
  - 663 飲料技術
  - 664 食品技術
  - 665 工業用油、油脂、蠟、氣體
  - 666 陶器及關連技術
  - 667 清潔、顏料、相關技術
  - 668 其他有機產品技術
  - 669 冶金學
- 670 製造業
  - 671 金屬加工業及金屬製品
  - 672 鐵、鋼、其他鐵合金
  - 673 非鐵金屬
  - 674 伐木製程、木材製品、軟木
  - 675 皮革及毛皮製程
  - 676 紙漿及造紙技術
  - 677 紡織
  - 678 合成橡膠及其製品
  - 679 其他特殊材料製品
- 680 特殊用途的製造
  - 681 精密儀器及其他設備
  - 682 小型鍛造工作（鍛工）
  - 683 五金器具及家用器具
  - 684 家具及居家工作間
  - 685 皮革、毛皮、相關製品
  - 686 印刷業及相關活動
  - 687 製衣
  - 688 其他最終產品及包裝
  - 689 未使用或已失效
- 690 建築
  - 691 建築材料
  - 692 輔助建造工作
  - 693 特殊材料及目的
  - 694 木材建造；木匠業
  - 695 屋頂覆蓋
  - 696 公共設施
  - 697 暖氣、通風、空調
  - 698 細部最終修整
  - 699 未使用或已失效

### 700 -艺术與休閒
- 700 藝術總論
  - 701 哲學及理論
  - 702 文集
  - 703 字典及百科全書
  - 704 特殊議題
  - 705 連續性出版品
  - 706 組織及管理
  - 707 教育、研究、相關議題
  - 708 美術館、博物館及個人收藏品
  - 709 藝術史、各國藝術、人物
- 710 城市及景觀藝術
  - 711 地區規劃（城市藝術）
  - 712 造景建築學
  - 713 交通路線造景建築
  - 714 水體景觀
  - 715 木本植物
  - 716 草本植物
  - 717 結構體
  - 718 墓地造景藝術
  - 719 自然景觀
- 720 建筑
  - 721 建築物
  - 722 公元300年以前的建築
  - 723 自公元300年至1399年的建築
  - 724 公元1400年以後的建築
  - 725 公共建築
  - 726 宗教建築
  - 727 教育及研究用建築物
  - 728 住宅
  - 729 設計及裝潢
- 730 塑形藝術；雕塑
  - 731 製程、外形、雕塑主題
  - 732 雕塑史（公元500年以前）
  - 733 古希臘、伊特魯里亞、古羅馬雕塑
  - 734 雕塑史（公元500年至1399年）
  - 735 雕塑史（公元1400年迄今）
  - 736 雕刻及其作品
  - 737 錢幣及印章學
  - 738 陶藝
  - 739 金屬藝術
- 740 素描和装饰艺术
  - 741 素描及其作品
  - 742 透視（圖）
  - 743 各種主題的素描及其作品
  - 744 未使用或已失效
  - 745 裝飾藝術品
  - 746 紡織藝術品
  - 747 室內裝飾
  - 748 玻璃
  - 749 家具及配件
- 750 繪畫及其作品
  - 751 技術、器材、外形
  - 752 顏色
  - 753 符號、寓意畫、神話、傳說
  - 754 風俗畫
  - 755 宗教及宗教象徵
  - 756 未使用或已失效
  - 757 人像及其部份
  - 758 其他主題
  - 759 繪畫史、各地繪圖、人物
- 760 圖案藝術；版畫及印刷
  - 761 浮雕製程（雕版印刷）
  - 762 未使用或已失效
  - 763 平版印刷製程
  - 764 彩色平版印刷 & 絹印
  - 765 金屬雕版
  - 766 網線銅版術及相關製程
  - 767 蝕刻及乾點法
  - 768 未使用或已失效
  - 769 印刷作品
- 770 摄影艺术与作品
  - 771 技術、設備、材料
  - 772 金屬鹽（感光）程序
  - 773 印刷的著色程序
  - 774 全像攝影
  - 775 數位攝影
  - 776 電腦藝術
  - 777 未使用或已失效
  - 778 各種領域及類型的攝影
  - 779 攝影作品
- 780 音乐
  - 781 樂理及音樂形式
  - 782 聲樂
  - 783 單聲音樂；人聲
  - 784 樂器 & 樂器合奏
  - 785 室內樂
  - 786 鍵盤樂器及其他樂器
  - 787 弦樂器
  - 788 管樂器
  - 789 未使用或已刪除
- 790 休閒和表演艺术
  - 791 公眾表演
    - 791.43 電影
    - 791.44 廣播
    - 791.45 電視

  - 792 舞臺表演
  - 793 室內遊戲及娛樂
    - 793.73 謎語

  - 794 室內技巧遊戲
  - 795 機會遊戲
  - 796 體育運動、室外運動及遊戲
  - 797 水上運動及空中運動
  - 798 馬術及動物賽跑
  - 799 釣魚，打獵，射擊

### 800 -文学
- 800 文學與修辭學總論
  - 801 哲學及理論
  - 802 文集
  - 803 字典及百科全書
  - 804 未使用或已失效
  - 805 連續性出版品
  - 806 組織
  - 807 教育、研究、相關議題
  - 808 修辭學及文學收藏品
  - 809 文學史及批評
- 810 美國文學（使用英语）
  - 811 詩
  - 812 戲劇
  - 813 小說
  - 814 隨筆
  - 815 演說
  - 816 信函
  - 817 諷刺文學及幽默文學
  - 818 雜項著作
  - 819 未使用或已失效
- 820 英国及昂格罗-撒克逊文学
  - 821 英國詩
  - 822 英國戲劇
  - 823 英國小說
  - 824 英國隨筆
  - 825 英國演說
  - 826 英國信函
  - 827 英國諷刺文學及幽默文學
  - 828 英國雜項著作
  - 829 舊英語（昂格罗-撒克逊）
- 830 日耳曼语言文学
  - 831 德國詩
  - 832 德國戲劇
  - 833 德國小說
  - 834 德國隨筆
  - 835 德國演說
  - 836 德國信函
  - 837 德國諷刺文學及幽默文學
  - 838 德國雜項著作
  - 839 其他日耳曼文學
- 840 罗曼语言文学
  - 841 法國詩
  - 842 法國戲劇
  - 843 法國小說
  - 844 法國隨筆
  - 845 法國演說
  - 846 法國信函
  - 847 法國諷刺文學及幽默文學
  - 848 法國雜項著作
  - 849 普羅旺斯及加泰隆尼亞
- 850 意大利语、罗马尼亚语、里托-罗曼语文学
  - 851 義大利詩
  - 852 義大利戲劇
  - 853 義大利小說
  - 854 義大利隨筆
  - 855 義大利演說
  - 856 義大利信函
  - 857 義大利諷刺文學及幽默文學
  - 858 義大利雜項著作
  - 859 罗马尼亚语及里托-罗曼语文学
- 860 西班牙和葡萄牙的诸语言文学
  - 861 西班牙詩
  - 862 西班牙戲劇
  - 863 西班牙小說
  - 864 西班牙隨筆
  - 865 西班牙演說
  - 866 西班牙信函
  - 867 西班牙諷刺文學及幽默文學
  - 868 西班牙雜項著作
  - 869 葡萄牙語
- 870 意大利文學；拉丁语
  - 871 拉丁詩
  - 872 拉丁戲劇詩及戲劇
  - 873 拉丁史詩及小說
  - 874 拉丁抒情詩
  - 875 拉丁演說
  - 876 拉丁信函
  - 877 拉丁諷刺文學及幽默文學
  - 878 拉丁雜項著作
  - 879 其他義大利文學
- 880 希腊语系 希腊语文学
  - 881 古典希臘詩
  - 882 古典希臘戲劇
  - 883 古典希臘史詩及小說
  - 884 古典希臘抒情詩
  - 885 古典希臘演說
  - 886 古典希臘信函
  - 887 古典希臘諷刺文學及幽默文學
  - 888 古典希臘雜項著作
  - 889 現代希臘
- 890 其他语言文学
  - 891 東部印歐語言及凱爾特語
  - 892 非亞語系文學；閃米特諸語言
  - 893 其他非亞語系文學
  - 894 烏拉爾-阿爾泰語系，古西伯利亞語言，達羅毗荼語系
  - 895 東亞及東南亞文學
  - 896 非洲文學
  - 897 北美洲原住民文學
  - 898 南美洲原住民文學
  - 899 其他語言

### 900 -历史與地理
- 900 史地總論
  - 901 哲學及理論
  - 902 文集
  - 903 字典及百科全書
  - 904 收集的事件清單
  - 905 連續性出版品
  - 906 組織及管理
  - 907 教育、研究、相關議題
  - 908 關於各種人物
  - 909 世界史
- 910 地理及旅行
  - 911 歷史地理學
  - 912 地圖（地球的圖解表達）
  - 913 古代世界
  - 914 歐洲
  - 915 亞洲
  - 916 非洲
  - 917 北美洲
  - 918 南美洲
  - 919 其他地區
- 920 傳記、系譜學、紋章
  - 921 未使用或已失效
  - 922 未使用或已失效
  - 923 未使用或已失效
  - 924 未使用或已失效
  - 925 未使用或已失效
  - 926 未使用或已失效
  - 927 未使用或已失效
  - 928 未使用或已失效
    - The 921-928 係保留給（選擇性）地區別傳記用

  - 929 系譜學、姓名、紋章
- 930 古代史
  - 931 古代史；中國
  - 932 古代史；埃及
  - 933 古代史；巴勒斯坦
  - 934 古代史；印度
  - 935 古代史；美索不達米亞及伊朗高原
  - 936 古代史；義大利以北及以西的歐洲
  - 937 古代史；義大利及臨近地區
  - 938 古代史；希臘
  - 939 古代史；古代世界其他地區
- 940 欧洲历史
  - 941 歐洲普通史；不列顛群島
  - 942 歐洲普通史；英格蘭及威爾斯
  - 943 歐洲普通史；中歐；德國
  - 944 歐洲普通史；法國及摩納哥
  - 945 歐洲普通史；義大利半島及臨近島嶼
  - 946 歐洲普通史；伊比利半島及臨近島嶼
  - 947 歐洲普通史；東歐；蘇聯
  - 948 歐洲普通史；北歐；斯堪地那維亞
  - 949 歐洲普通史；歐洲其他地區
- 950 亚洲历史；遠東
  - 951 亞洲普通史；中國及臨近地區
  - 952 亞洲普通史；日本
  - 953 亞洲普通史；阿拉伯半島及臨近地區
  - 954 亞洲普通史；南亞；印度
  - 955 亞洲普通史；伊朗
  - 956 亞洲普通史；中東（近東）
  - 957 亞洲普通史；西伯利亞（亞俄）
  - 958 亞洲普通史；中亞
  - 959 亞洲普通史；東南亞
- 960 非洲历史
  - 961非洲普通史；突尼西亞及利比亞
  - 962 非洲普通史；埃及與蘇丹
  - 963 非洲普通史；伊索比亞
  - 964 非洲普通史；摩洛哥及加納利群島
  - 965 非洲普通史；阿爾及利亞
  - 966 非洲普通史；西非洲及離島
  - 967 非洲普通史；中非洲及離島
  - 968 非洲普通史；南非洲
  - 969 非洲普通史；南印度洋群島
- 970 北美洲历史
  - 971 北美洲普通史；加拿大
  - 972 北美洲普通史；中美洲；墨西哥
  - 973 北美洲普通史；美國
  - 974 北美洲普通史；美國東北部
  - 975 北美洲普通史；美國東南部
  - 976 北美洲普通史；美國南中部
  - 977 北美洲普通史；美國北中部
  - 978 北美洲普通史；美國西部
  - 979 北美洲普通史；Great Basin & Pacific Slope
- 980 南美洲历史
  - 981 南美洲普通史；巴西
  - 982 南美洲普通史；阿根廷
  - 983 南美洲普通史；智利
  - 984 南美洲普通史；玻利維亞
  - 985 南美洲普通史；秘魯
  - 986 南美洲普通史；哥倫比亞及厄瓜多爾
  - 987 南美洲普通史；委內瑞拉
  - 988 南美洲普通史；圭亞那
  - 989 南美洲普通史；巴拉圭及烏拉圭
- 990 其他地区历史
  - 991 未使用或已失效
  - 992 未使用或已失效
  - 993 其他地區普通史；紐西蘭
  - 994 其他地區普通史；澳洲
  - 995 其他地區普通史；美拉尼西亞；新幾內亞
  - 996 其他地區普通史；太平洋其他地區；玻里尼西亞
  - 997 其他地區普通史；大西洲群島
  - 998 其他地區普通史；北極海群島及南極洲
  - 999 地球外的世界

- 条目索引
- 特色內容
- 主题首頁
- 分类

- 新闻动态
  - 其它專題

- 学科
- 历史上的今天
  - 今日
  - 今年逝世
- 历史年表
  - 世纪
  - 年代

- 分类
- 杜威十進位圖書分類法
- 美国国会图书馆图书分类法
- 有声条目
- 维基图书馆